# Сотіріос Сотіропулос
Соті́ріос Сотіро́пулос (грец. Σωτήριος Σωτηρόπουλος; 1831–1898) — грецький економіст і політик, прем'єр-міністр країни.

## Життєпис
Народився в Нафпліоні 1831 року. Згодом переїхав до Афін вивчати право у місцевому Університеті, проте був змушений перервати навчання через хворобу. Замість цього він вирішив повернутись до іншої своєї пристрасті — економіки. 1853 року зайняв посаду податкового інспектора в Міністерстві фінансів. Його кар'єрний зліт був стрімким: до 1856 року він очолив відділ, а незабаром став генеральним секретарем митного департаменту. На цьому посту він провів низку визначних реформ, серед яких було скасування десятини. король Оттон нагородив його срібним хрестом ордена Спасителя.
1862, після вигнання Оттона, Сотіропулос вступив до політики та був обраний депутатом до грецької Національної асамблеї 1862–1864. У 1864-1865 роках обіймав пост міністра фінансів в уряді Константіноса Канаріса, а пізніше був призначений головою Рахункової палати, проте згодом відмовився від цієї посади, зосередившись на парламентській діяльності: він неодноразово переобирався у період з 1865 1895 року. Будучи прибічником Александроса Кумундуроса, після смерті останнього 1883 року став незалежним політиком, критикуючи як Трікупіса, так і Деліянніса. На виборах 1887 року він навіть очолював групу з дев'яти депутатів. Того часу його було двічі обрано на пост голови парламенту (1878–1879 та 1879–1880), а також займав пост міністра фінансів у всіх кабінетах Кумундуроса (1865, 1870–1871, 1875–1876, 1880–1882), а також міністра юстиції (1880). Його перебування на посту міністра фінансів відзначалось посиленням боротьби з корупцією, а також скороченням видатків і збільшенням прибутків.
У травні 1893 року, після відставки Харілаоса Трікупіса, король Георг I доручив Сотіропулосу спільно з Дімітріосом Раллісом сформувати новий уряд. Сотіропулос отримав портфель міністра фінансів і в цьому кабінеті, проте перебував на посаді лише упродовж кількох місяців.